# 18 Łotewski Batalion Schutzmannschaft Kurzeme
18 Łotewski Batalion Schutzmannschaft „Kurzeme” (niem. 18 Lettische Schutzmannschafts Bataillon „Kurzeme”) – kolaboracyjny pomocniczy oddział policyjny złożony z Łotyszy podczas II wojny światowej

## Historia
Został utworzony 5 stycznia 1942 r. w Rydze na bazie 1 Riga Ordnungs-Hilfspolizei. Na jego czele stanął kpt. Kārlis Porietis. Na pocz. maja 1942 r. batalion został skierowany do Mińska. Na Białorusi Łotysze zajmowali się mordami ludności żydowskiej i walką z partyzantami. Działali w rejonie Stopłców, a następnie w Puszczy Nalibockiej. Na pocz. maja 1943 r. batalion powrócił do Rygi. Liczył wówczas 14 oficerów, 86 podoficerów i 501 szeregowych policjantów. Tam jako II batalion 1 czerwca tego roku wszedł w skład SS Freiwillingen Regiment 2 19 Dywizji Grenadierów SS.

## Dowódcy
- kpt. Kārlis Porietis (do 13 stycznia 1942 r.)
- płk A. Kurše (do 21 lutego 1942 r.)
- kpt. Friderichs Rubenis